# ميك ألين
ميك ألين (بالإنجليزية: Ian Graeme Keith Allen) هو مجدف أسترالي، ولد في 25 يونيو 1938 في نيوساوث ويلز في أستراليا.

## وصلات خارجية
- ميك ألين على موقع الاتحاد الدولي للتجديف (الإنجليزية)
- ميك ألين على موقع الاتحاد الدولي للتجديف (الإنجليزية)
- ميك ألين على موقع أوليمبيديا (الإنجليزية)
- ميك ألين على موقع اللجنة الأولمبية الأسترالية (الإنجليزية)